# دن گلیکمن
دانیل رابرت گلیکمن (زاده ۲۴ نوامبر ۱۹۴۴) یک سیاستمدار، وکیل، لابی‌گر و رهبر غیرانتفاعی آمریکایی است. او از سال ۱۹۹۵ تا ۲۰۰۱ به عنوان وزیر کشاورزی ایالات متحده در دولت کلینتون خدمت کرد. او پیش از این به مدت ۱۸ سال به عنوان نماینده دموکرات در مجلس نمایندگان آمریکا نماینده حوزه انتخابیه چهارم کانزاس  بود. گلیکمن پس از کناره‌گیری از مناصب دولتی، دانشکده دولت و مؤسسه سیاست دانشگاه هاروارد را رهبری کرد.